# Hicke & die starken Männer
Hicke & die starken Männer ist eine fünfminütige Comedy-Radiosendung der Comedyhirten auf dem österreichischen Sender Ö3. Die Serie wurde zwischen 2006 und 2008 gesendet. Sie stellt eine Art satirische Parodie auf den ehemaligen österreichischen Fußball-Teamchef, Josef Hickersberger, den Manager des österreichischen Fußballbunds, Andreas Herzog, sowie den ehemaligen Präsidenten des Teams, Friedrich Stickler, dar.

## Geschichte
Der Name entstand in Anlehnung an die populäre Zeichentrickserie Wickie und die starken Männer. Im Frühjahr 2008 wurde der Song Hey hey Hicke als „offizieller Schlachtruf der Fußball-Europameisterschaft 2008“ auf Ö3 vorgestellt. Dieser kam kurze Zeit später in die österreichische Hitparade und erreichte Platz 5.
Des Weiteren wurde das Lied mit Platin ausgezeichnet. Bei einer Pressekonferenz gab der österreichische Teamchef bekannt, dass 35.000 Einheiten der Single verkauft wurden.

## Diskografie

### Singles
- 2008: Hey hey Hicke

### Alben
- 2008: Hicke & die starken Männer